# Монровил (Охајо)
Монровил (енгл. Monroeville) град је у америчкој савезној држави Охајо.

## Демографија
По попису из 2010. године број становника је 1.400, што је 33 (-2,3%) становника мање него 2000. године.
| Група             | 2000.         | 2010.         |
| Белци             | 1.407 (98,2%) | 1.347 (96,2%) |
| Афроамериканци    | 1 (0,1%)      | 2 (0,1%)      |
| Азијати           | 0 (0,0%)      | 0 (0,0%)      |
| Хиспаноамериканци | 9 (0,6%)      | 28 (2,0%)     |
| Укупно            | 1.433         | 1.400         |